# アスリ諸語
アスリ諸語（英語：Aslian languages）はマレー半島で話されるオーストロアジア語族に属す言語群である。マレー半島の先住民、オランアスリによって話されている。アスリ諸語の母語話者は5万人で、全て消滅の危機に瀕している。マレーシア当局によって認識されているアスリ諸語はケンスィウ語（Kensiu）、ケンタクボング語（Kintaq）、ジャハイ語（Jahai）、メンドリク語（Minriq）、バデグテク語（Batek）、チェウォング語（Cheq Wong）、ラノー語（Lanoh）、テミアル語（Temiar）、セマイ語（Semai）、ヤーフット語（Jah Hut）、マーメリ語（Mah Meri）、セマクベリ語（Semaq Beri）、セメライ語（Semelai）、テモク語（Temoq）である。

## 歴史と起源
アスリ諸語はもともとマレー半島の山地の西側に分布しており、その後東進してクランタン州、トレンガヌ州、パハン州に至った。アスリ諸語に最も近縁なのはモン諸語とニコバル諸語である。初期のモン諸語とニコバル諸語の話者は、はるか北からマレー半島に移住してきた集団と接触した可能性がある。
アスリ諸語は現在はマレー半島から消えてしまった言語集団からの借用語が存在する。そのような集団の存在は、この地域の文化に継承される語源学や考古学的な証拠から辿ることができる。ロジャー・ブレンチ（Roger Blench）は、アスリ諸語にはボルネオ諸語やチャム諸語からの借用語が多く存在し、マレー半島の前駆集団としてボルネオ諸語とチャム諸語の話者が存在したと記している。
ブラグデン、エヴァンス、ブレンチは、アスリ諸語、特に北方アスリ諸語は、現存するどの言語族にも起源を辿ることができない単語を多数含んでいると記している。消滅したケナボイ語（Kenaboi language、ヌグリ・スンビラン州の言語）も、オーストロネシア語族やオーストロアジア語族起源の単語の他に、多くの起源不明な単語を含んでいる。